# Narelle Moras
Karen Narelle Moras (nach Heirat Narelle Senior; * 6. Mai 1956) ist eine australische Schwimmerin. Ihre Körpergröße beträgt 1,70 m.

## Leben
Als eines von sechs Geschwistern wuchs Narelle Moras in Ryde auf, einem Vorort von Sydney. Trainiert wurde sie von Don Talbot.

## Erfolge
Moras nahm für Australien an den Olympischen Spielen 1972 in München teil. Im 400-Meter-Freistilschwimmen schied sie im Vorlauf aus. Beim 800 Meter Freistil erreichte sie als zweite ihres Vorlaufes das Finale, bei dem sie mit 9:19:06 min den 8. Platz erreichte. Ihre zwei Jahre ältere Schwester Karen, Medaillengewinnerin der Olympischen Spiele 1968 und ehemalige Weltrekordhalterin über 400 und 800 Meter Freistil, schied über 800 Meter Freistil in München schon im Vorlauf aus.
1973 gewann Moras in der 800-Meter-Freistil-Disziplin die Meisterschaften von New South Wales in 9:12:6 min. Den Titel konnte sie 1975 verteidigen.
Bei den ersten Schwimmweltmeisterschaften 1973 in Belgrad wurde Moras mit 4:34:94 min Achte über 400 Meter Freistil und mit 9:09:93 min Fünfte über 800 Meter Freistil.